# Železniški top
Železniški top je artilerijsko orožje, ki je nameščeno na železniške vagone in ga je možno transportirati po železnici. Po navadi gre za težko topove (havbice) z velikim kalibrom, v nekaterih se uporablja predelane ladijske topove. 
Največji železniški top je bil 800 milimetrski Schwerer Gustav (Težki Gustaf) iz 2. svetovne vojne. Lahko je izstreljeval 7 tonske projektile do 40 kilometrov daleč. 